# عملية حوض الغسيل

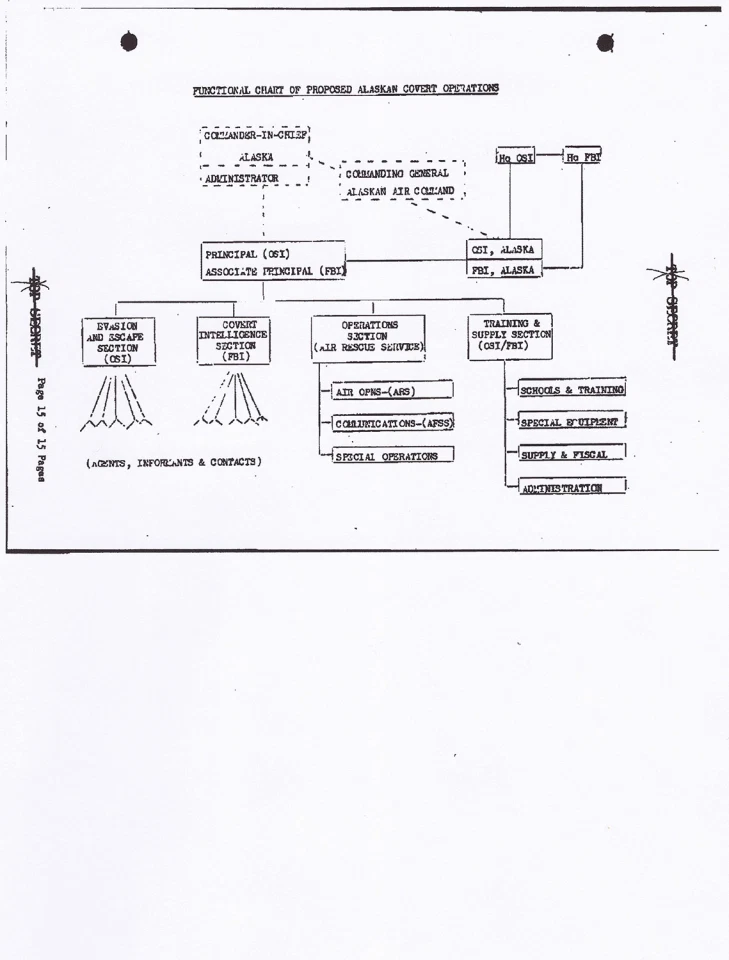
تسلسل القيادة في عملية حوض الغسيل

عملية حوض الغسيل (بالإنجليزية: Operation Washtub)‏ وعرفت أيضًا باسم برنامج العملاء الباقون في الخلف، كانت عملية مشتركة بالغة السرية بين مكتب التحقيقات الخاصة للقوات الجوية الأمريكية ومكتب التحقيقات الاتحادي. هدفها بناء شبكة تجسس في حالة غزو سوفيتي لألاسكا. صاغ چ. إدجار هوفر وتلميذه چوزيف كارول (وكالة استخبارات الدفاع) العملية بصفة رئيسة، وجرت نشاطاتها ما بين 1951 و1959؛ حيث مُنحت ألاسكا صفة الولاية. الهدف الأساسي لعملية حوض الغسيل كان توفير عملاء يبقون خلف خطوط العدو في منطقة ألاسكا بهدف جمع الاستخبارات والاحتفاظ بمرافق لجوء وهروب للقوات الأمريكية الصديقة.
أنهى مكتب التحقيقات الاتحادي مشاركته على نحو مفاجئ في سبتمبر 1951، لأسباب لم تظهر في وثائق المكتب المرفوعة عنها السرية. تشير المراسلات في ذلك إلى الوقت إلى أن چ. إدجار هوفر أمر مرؤسيه بالخروج من العملية فورًا مخافة تشويه سمعة الوكالة في حالة وقوع غزو سوفيتي. ما عنى أن تنفيذ العملية بالكامل تقريبًا وقع على عاتق مكتب التحقيقات الخاصة في القوات الجوية الأمريكية.

## اختيار وتدريب العملاء
حدد المسؤولون صفات العملاء المحتملين: يجب أن يكونوا من سكان ألاسكا، وقادرين على التنقل، وألا يكونوا أهدافًا واضحة للقوات السوفيتية الغازية، وألا يكونوا من المنتسبين للقوات المسلحة. قُدمت اقتراحات للعملية نصت على أن صيادي الأسماك وطياري الغابات سيكونون مرشحين جيدين. تجنب المدربون تجنيد عملاء من شعبي الإسكيمو والأليوت لأن مسؤولي الاستخبارات تشككوا في ولاء هؤلاء، وأشارت وثائق رسمية إلى أن همهم الرئيس هو النجاة وسيتحول ولاؤهم بسهولة إلى أي سلطة تسيطر على المنطقة. اختيرت مناطق العملاء لتكون تلك التي تحظى بميزة استراتيجية، مع اهتمام خاص بمراكز المواصلات والاتصالات. جُند عملاء في مدن أنكوريدچ وفيربانكس وبالمر وبج دلتا وكوردوفا.